# 9661 Hohmann
9661 Hohmann eller 1996 FU13 är en asteroid i huvudbältet som upptäcktes den 18 mars 1996 av Spacewatch vid Kitt Peak-observatoriet. Den är uppkallad efter den tyske ingenjören Walter Hohmann.
Asteroiden har en diameter på ungefär 28 kilometer och den tillhör asteroidgruppen Hilda.